# Parkjazz
Parkjazz was een tweejaarlijks jazzfestival in de binnenstad van Kortrijk. 
Het evenement, dat voor het eerst plaatsvond in 1998 focuste 10 edities lang op regionaal, nationaal en internationaal jazztalent. 

## Editie 1 (1998)
- Upshot (BE)
- Peter Hertmans-Marco Locurcio Quartet (BE)
- Nathalie Loriers Trio (BE)
- David Sanchez Quintet (VS)

## Editie 2 (2000)
- JamBangle (BE)
- Ben Sluijs Quartet (BE)
- Stefano Di Battista-Flavio Boltro Quintet (IT)
- Paul Motian Electric BeBop Band (VS)

## Editie 3 (2002)
- Vantomme-Mahieu Quartet (BE)
- Philip Catherine Trio (BE)
- Duo Fuera – Renaud Garcia Fons & Jean-Louis Matinier (FR)
- Omar Sosa “Sentir” (Cuba)

## Editie 4 (2004)
- Tutu Puoane Quartet (Zuid-Afrika/BE/NL)
- Chris Joris' New Experience (BE)
- duo Bojan Zulfikarpasic & Julien Lourau (FR)
- James Carter Quintet (VS)

## Editie 5 (2006)
- Jazzisfaction (BE/DU)
- Jef Neve Trio (BE)
- Wojtek Staroniewicz (PL)
- Roy Hargrove (VS)

## Editie 6 (2008)
- Radio Kuka Orkest (BE)
- Bert Joris Quartet (BE/IT)
- Ben Allison & Man Size Safe (VS)
- Zim Ngqawana Quartet (SA)

## Editie 7 (2010)

### Zaterdag 3 juli
- Alano Gruarin Trio Feat. Carlo Nardozza (BE)
- Philip Catherine en Harmen Fraanje (BE/NL)
- Ramon Valle Trio (CU)

### Zondag 4 juli
- Free Desmyter Trio Feat. John Ruocco (BE/VS)
- Belmondo Quintet (FR/BE)
- Mose Allison Trio (VS)
- Ray Anderson's Pocket Brass Band (VS)

## Editie 8 (2012)

### Zaterdag 27 oktober
- Jessy Blondeel Quartet (FR)
- Jazz Plays Europe
- John Medeski (VS)

### Zondag 28 oktober
- WoFo (BE/VS)
- Kris Defoort Trio (BE)
- Biondini-Godard-Niggli (IT/FR/CH)
- Enrico Rava Quintet (IT)

## Editie 9 (2014)

### Vrijdag 24 oktober
- Dans Dans (BE)
- Frank Deruytter Quartet (BE)
- Black Flower (BE/VS)

### Zaterdag 25 oktober
- LABtrio (BE)
- Rabih Abou-Khalil Trio (LB/IT/VS)
- Dal Sasso Belmomdo 'Love Supreme' Big Band (FR)

## Editie 10 (2016)

### Vrijdag 28 oktober
- STUFF. (BE)
- Antoine Pierre URBEX (BE)
- John Scofield Quartet (VS)

### Zaterdag 29 oktober
- Aka Moon feat. Fabian Fiorini 'The Scarlatti Book' (BE)
- Michel Portal & Bojan Z (F)
- Brussels Jazz Orchestra cond. John Beasley 'Monk'estra' (BE/VS)

### Zondag 30 oktober
- Bram De Looze 'Piano e Forte' (BE)